# Fiesta de la ITA

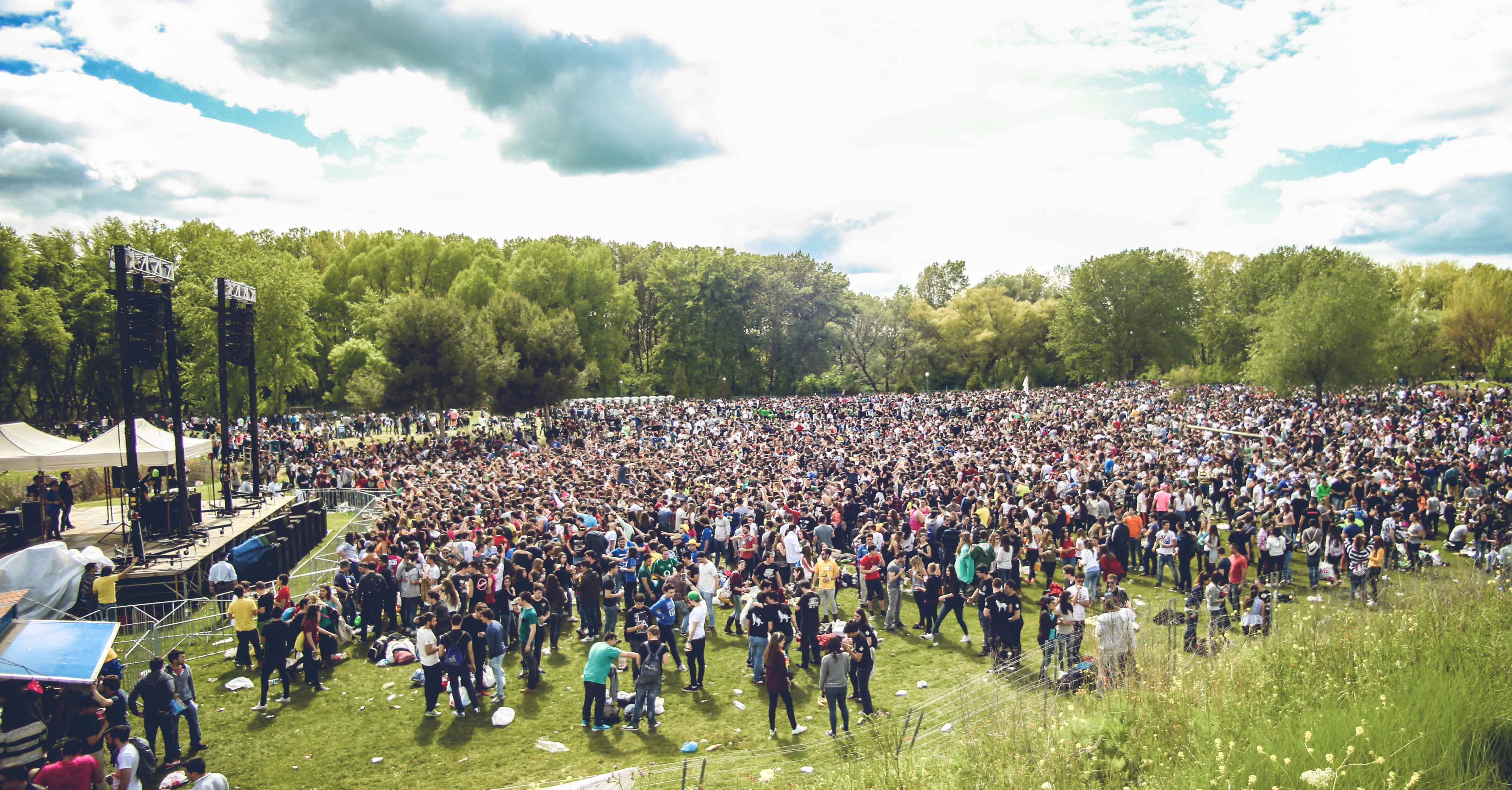
Fiesta de la ITA 2016

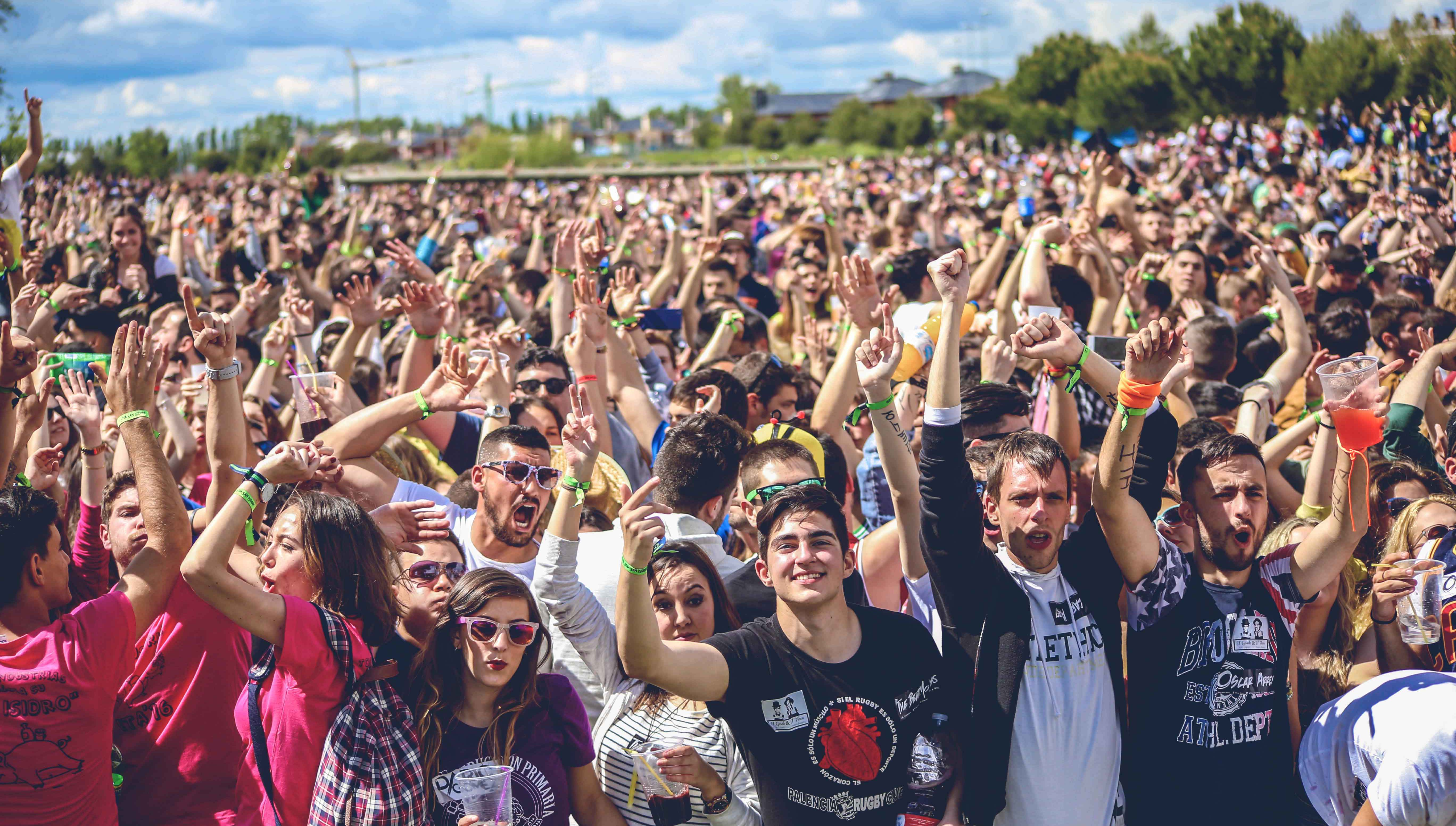
Fiesta de la ITA 2016

La fiesta de la ITA es una fiesta universitaria celebrada con carácter anual en la ciudad de Palencia (Castilla y León, España). Su organización corre a cargo de los estudiantes de la Escuela Técnica Superior de Ingenierías Agrarias de Palencia, un centro del campus de Palencia adscrito a la Universidad de Valladolid (UVA), se celebra cada mes de mayo desde finales del siglo XX. En los orígenes de dicha escuela únicamente se impartía Ingeniería Técnica Agrícola (ITA), por lo que de ahí proviene su nombre. 
En las últimas ediciones el número de asistentes ha rondado las 10.000 personas, fundamentalmente personas venidas de Castilla y León y de Cantabria.

## Historia
En sus comienzos, la fiesta empezó a tener lugar el fin de semana más próximo a la festividad de San Isidro (15 de mayo), patrón de los agricultores, y era organizada por los estudiantes de los últimos cursos para recaudar fondos para el viaje de fin de carrera.
Aunque inicialmente se celebraba en el recinto de la propia escuela, tras la adquisición por parte de la UVA de los terrenos de la antigua Yutera, lo que es actualmente el campus de Palencia, su afluencia fue incrementando de tal manera que tuvo que trasladarse a otras zonas de la ciudad fuera del campus.
Las últimas ediciones han tenido lugar en el parque Ribera Sur de Palencia, lo que ha obligado a los organizadores a extremar precauciones en lo relativo a la presencia de menores de edad y a la recogida de basuras.
Asimismo, la celebración de esta fiesta en un espacio municipal y público como el parque Ribera Sur ha suscitado controversias políticas en la ciudad, puesto que el Ayuntamiento de Palencia cede gratuitamente el parque para la celebración del evento.